# Joaquín Capilla
Joaquín Capilla Pérez (Città del Messico, 23 dicembre 1928 – Città del Messico, 8 maggio 2010) è stato un tuffatore messicano.
In carriera ha vinto quattro medaglie olimpiche, fra cui l'oro dalla piattaforma alle Olimpiadi del 1956 di Melbourne (unico oro del Messico in quell'edizione dei Giochi)
È stato membro dell'International Swimming Hall of Fame.
È scomparso nel 2010 all'età di 81 anni a causa di un arresto cardiaco.